# Большая Тюва
Большая Тюва — река в России, протекает по территории Кольского района Мурманской области. Длина реки — 21 км, площадь водосборного бассейна — 351 км².
Вытекает из озера Тюва, лежащего на высоте 118,2 метра над уровнем моря. Течёт в общем северо-западном направлении через озёра Домашнее и Михайловское. Река порожиста, её берега поросли берёзово-сосновым лесом, местами заболочены. Впадает в Губу Тюва Кольского залива Баренцева моря.
К северу от устья раньше располагался посёлок Тюва-Губа.

## Данные водного реестра
По данным государственного водного реестра России относится к Баренцево-Беломорскому бассейновому округу, водохозяйственный участок реки — реки бассейна Баренцева моря от восточной границы реки Печенга до западной границы бассейна реки Воронья, без рек Тулома и Кола. Речной бассейн реки — бассейны рек Кольского полуострова, впадает в Баренцево море.